# Liam Messam
Liam Justin Messam (Blenheim, 25 marzo 1984) è un rugbista a 15 neozelandese, terza linea ala del Waikato; è campione del mondo 2015 con gli All Blacks.

## Biografia
Nato da famiglia Maori a Blenheim, nell'Isola del Sud, fu preso in consegna a due settimane d'età dai servizi sociali neozelandesi e dato in adozione a Rotorua (Waikato) ai coniugi Messam, una coppia anglo-olandese che crebbe oltre a Liam altri sette figli, tre naturali e altri quattro adottati tra cui Sam Messam, in seguito calciatore e internazionale anch'egli per la Nuova Zelanda.
Nel 2005 entrò nella selezione di Waikato con cui vinse il campionato provinciale nel 2006; nella stessa stagione entrò a far parte della franchise degli Chiefs; a novembre 2008, durante il tour degli All Blacks in Europa, esordì a Edimburgo contro la Scozia.
Nonostante divenuto elemento fisso in Nazionale e impiegato nei Tri Nations del 2009, 2010 e 2011, fu escluso dai convocati per la Coppa del Mondo di rugby 2011 che la Nuova Zelanda giocò in casa.
Vinse due Super Rugby consecutivi con gli Chiefs, nel 2012 e nel 2013 e, nell'anno del suo secondo titolo, fu anche nominato miglior rugbista di origine Maori dell'anno
Divenuto, ancora nel 2013, il giocatore degli Chiefs con il maggior numero di presenze, ne è il capitano dal 2015.
Al termine del Super Rugby 2015 è stato reso noto un accordo di Messam con i giapponesi Brave Lupus per la Top League 2015-16, con un contratto di un anno.
Sempre nel 2015 ha ricevuto la convocazione per la Coppa del Mondo in Inghilterra, competizione che si è aggiudicato con gli All Blacks.

## Palmarès
- Coppe del mondo: 1
Nuova Zelanda: 2015
- Super Rugby: 2
Chiefs: 2012, 2013
- National Provincial Championship: 1
Waikato: 2006